# 小行星6006
小行星6006（6006 Anaximandros）是一颗绕太阳运转的小行星，为主小行星带小行星。该小行星于1989年4月3日发现。

## 轨道参数
小行星6006的轨道半长轴为2.8365552 UA，离心率为0.081。